# اردوگاه توقیفی جاکوو
اردوگاه جاکُوو اردوگاهی توقیفی برای یهودیان و به میزانی کمتر صرب‌ها، زنان و کودکان در شهر جاکوو در دولت مستقل کرواسی (NDH) بود که میان دسامبر ۱۹۴۱ و ژوئیه ۱۹۴۲، در جریان جنگ جهانی دوم فعالیت داشت.
این اردوگاه در محل آسیاب آردسازی رها شده‌ای تأسیس شد که زمانی توسط اسقف اعظم کاتولیک روم از جاکوو-اوسییک استفاده می‌شد و در ابتدا توسط جامعه یهودی به صورت خودمختار اداره می‌شد. نخستین زندانیان اردوگاه در ۲ دسامبر سال ۱۹۴۱ وارد آن شدند. در اوایل سال ۱۹۴۲، اردوگاه شیوع تب حصبه را تجربه کرد که با ورود تبعیدیان یهودی از اسلوونی تشدید شد. اوستاشه که جنبش حاکم بر NDH بود سپس کنترل مستقیم اردوگاه را بر عهده گرفت و در نتیجه آن بسیاری از بازداشت‌شدگان تحت شکنجه، تجاوز و تحقیر قرار گرفتند. در اواسط ماه مه، وزارت بهداشت NDH دستور داد اردوگاه تعطیل شود. میان ۱۵ ژوئن و ۷ ژوئیه ۱۹۴۲، ۲۴۰۰–۳۲۰۰ زندانی به اردوگاه کار اجباری یاسنواتس منتقل شده و در آنجا کشته شدند. در طول عملیات اردوگاه، تا ۳۸۰۰ زن و کودک در این اردوگاه تحت مراقبت قرار گرفتند و کمینه ۵۶۹ زن و کودک درگذشتند، اگرچه این رقم ممکن است به ۸۰۰ تن نیز برسد.
در سال ۱۹۴۵، مقامات جدید یوگسلاوی کمونیست اقدام به نبش قبر در محوطه پیشین اردوگاه جاکوو کردند. در سپتامبر ۱۹۵۲، اتحادیه جوامع یهودی یوگسلاوی از بنای یادبود قربانیان اردوگاه رونمایی کرد. به دنبال استقلال کرواسی از جمهوری یوگسلاوی، اردوگاه پیشین به جایگاه سوخت تبدیل شد. مراسم یادبودی هر ساله در این مکان و همچنین در یک گورستان مجاور که اجساد بازداشت‌شدگان در آنجا دفن شده‌اند، برگزار می‌شود. این گورستان از این نظر منحصر به فرد است که تنها مکان دفن در اروپا است که در آن قربانیان هولوکاست با نام و نام خانوادگی خود دفن شده‌اند، و نه تنها با شماره زندان خود. در سال ۲۰۱۳، تندیسی با عنوان «صلح در بهشت»، توسط مجسمه‌ساز اسرائیلی کروات‌تبار، دینا مرحاو، برای بزرگداشت کسانی که در این اردوگاه نگهداری می‌شدند، در جاکوو رونمایی شد.

## عملیات

### برپایی و نخستین اعزامی‌ها
جاکوو واقع در حدود ۱۹۷ کیلومتری جنوب شرقی زاگرب، مقر اسقف اعظم کاتولیک روم از جاکوو-اوسییک بود و پیش و در طی جنگ جهانی دوم، مکان یکی از بزرگترین جوامع آلمانی‌تبار کرواسی به‌شمار می‌رفت . در نوامبر ۱۹۴۱، دو رهبر ارشد جامعه یهودی محلی، دراگوتین روزنبرگ و الکساندر کلاین، توانستند رئیس دفتر یهودیان سرویس نظارت اوستاشه (به کرواتی: Ustaška nadzorna služba ; UNS)، ویلکو کوهنل، را متقاعد به گشایش یک اردوگاه برای پناهندگان در جاکوو کنند. در اواخر ماه نوامبر، پلیس اوسییک به جامعه یهودیان این شهر دستور داد ظرف ۵ روز برای ۲۰۰۰ زن و کودک یهودی جا پیدا کنند. در حالی که زنان و کودکان به جاکوو تبعید می‌شدند، مردان یهودی باید به بزرگترین اردوگاه کار اجباری NDH، یعنی یاسنواتس تبعید می‌شدند. جوانان یهودی محلی به سرعت یک آسیاب آردساز رها شده ۴۰ طبقه‌ای با طول ۴۰ متر را که پیشتر توسط اسقف اعظم مورد استفاده قرار گرفته بود، به یک اردوگاه پناهجویان برای اسکان زنان و کودکان تبدیل کردند. سپس چندین ساختمان اطراف به اردوگاه افزوده شدند.
در ۲ دسامبر، ۱۸۰۰ زن و کودک یهودی و پنجاه زن صرب بوسنیایی به اردوگاه رسیدند. بیشتر آنها از سارایوو بودند، اما دیگرانی نیز از زاگرب، پژگا، پاکراتس، اسلاونسکی برد و برود، نوا گرادیشکا، زنیتسا و تراونیک حضور داشتند. در ۸ دسامبر، جامعه یهودیان در سارایوو درخواست کرد که به جوامع یهودی در سارایوو، زاگرب و اوسییک اجازه داده شود کمک‌هایی برای پشتیبانی از جمعیت غیرنظامی اردوگاه‌های یاسنواتس، لوبورگراد و جاکوو ارائه دهند. ده روز بعد، دفتر یهودی UNS اجازه داد پول‌هایی که توسط جوامع یهودی جمع شده بود به بازداشت‌شدگان در این اردوگاه‌ها داده شوند. در طی بازداشت، بازداشت‌شدگان ناچار به انجام کارهای دستی بودند. کارگاه‌های سرامیک و چرم در درون اردوگاه تأسیس شدند، و در آن‌ها بیشتر زنان بازداشتی بزرگسال کار می‌کردند. حدود ۴۰۰ زن ناچار به کارهای کشاورزی در کشتزارها و زمین‌های اطراف اردوگاه شدند. یک مهد کودک برای کودکان ترتیب داده شد.
درون اردوگاه شرایط بهداشتی نامناسبی وجود داشت. در طول چند ماه نخست وجود خود، اردوگاه توسط دو یا سه افسر پلیس به فرماندهی دراگوتین مایر نگهبانی می‌شد. پلیس‌ها به بازداشت‌شدگان اجازه دادند اردوگاه را برای خرید کالاهای ضروری در شهر، بازدید از بیمارستان در اوسییک و تماس با بستگان و دوستانشان ترک کنند. اگرچه بازداشت‌شدگان مجاز به خرید دارو و سم دفع آفت سیکلون ب برای ضد عفونی کردن بودند، اما قیمت آن‌ها برای زندانیان توسط اوستاشه بالا برده می‌شد.

### همه‌گیری حصبه
در اوایل ۱۹۴۲، حصبه در اردوگاه شیوع پیدا کرد. افراد محلی نامدار، به ویژه اسقف اعظم جاکوو ، انتان آکشاموویچ، نگران گسترش شیوع این بیماری در بیرن از اردوگاه شدند. در ۳۰ ژانویه ۱۹۴۲، مقامات یک گروه پزشکی را به جاکوو فرستادند، و گروه شرایط زندگی غیرانسانی را که زندانیان تحت آن قرار داشتند، مورد توجه قرار داد و توصیه کرد که مقدار و کیفیت تجهیزات پزشکی اختصاص یافته به اردوگاه افزایش یابد. برای اصلاح اوضاع، اما، اقدامی صورت نگرفت. در نتیجه تعداد کمی از زندانیان به بیمارستان‌ها منتقل شدند. تقریباً در همان هنگام، مقامات محلی خواستار انتقال اردوگاه به مکانی دورتر از شهر برای جلوگیری از همه‌گیری شدند، اما از آنجا که به تازگی دستگیری و اخراج یهودیان اسلوونی آغاز شده بود، UNS تلاش کرد اردوگاه را گسترش دهد. این اخراج‌ها منجر به افزایش تعداد اعزامی‌ها به اردوگاه تا فوریه شدند. کاروانی شامل ۱۱۱۶ زن، از استارا گرادیشکا، در ۲۴ فوریه ۱۹۴۲ وارد جاکوو شد. در این هنگام، اردوگاه حدود ۳۰۰۰ تبعیدی را در خود جای داده بود، و حدود یک چهارم آنها کودکان زیر ۱۴ سال بودند. از ۱۰۷۳ زن و کودک که میان ۲۶ فوریه و ۶ مارس ۱۹۴۲ وارد جاکوو شدند، ۲۷۴ تن - یا چیزی بیش از یک چهارم آنها - از اهالی زاگرب بودند.
افزایش زیاد تعداد بازداشت‌شدگان به سرعت همه‌گیری حصبه را بدتر کرد. به گفته چندین نویسنده ، انتقال زنان و کودکان از استارا گرادیشکا به جاکوو به شکل عمدی به منظور گسترش بیشتر بیماری در میان بازداشت‌شدگان جاکوو انجام شد. در مارس ۱۹۴۲، ۶۳۱ تن از زندانیان در بیمارستان بستری شدند، ۲۱۹ تن دیگر نیز آلوده شدند و ۱۳۱ تن درگذشتند. در پاسخ به این همه‌گیری، مقامات و جامعه محلی یهودی توافق کردند که برخی از کودکان یهودی را که از این اردوگاه نگهداری می‌شدند، برای مراقبت به پیش خانواده‌های محلی یهودی بفرستند. به عنوان بخشی از این طرح، همه کودکان یهودی زیر ده سال می‌بایست اردوگاه را ترک می‌کردند.
مقامات جامعه یهودی اردوگاه را تا ۲۹ مارس ۱۹۴۲ اداره می‌کردند. در اواسط آوریل ۱۹۴۲، اوستاشه کنترل مستقیم اردوگاه را با دسته‌ای نظامی که از یاسنواتس به رهبری یوزو ماتییویچ آورده شده بود، بر عهده گرفت. برخی از این نگهبانان جدید، محل‌هایی برای زندگی را در روستاهای مجاور ایجاد کردند و برخی دیگر در محل اردوگاه زندگی می‌کردند. نگهبانان جدید اردوگاه اطمینان حاصل کردند که بر خلاف گذشته، هیچ‌یک از بازداشت‌شدگان نتوانند محل اردوگاه را ترک کنند، یا قادر به برقراری ارتباط با جهان بیرون باشند. پس از آن، کلیه بسته‌های کمکی ارسالی توسط اوستاشه توقیف می‌شد و از افراد بازداشت‌شده اغلب دزدی می‌شد. گرسنگی در اردوگاه شایع شد؛ جیره روزانه به دو یا سه سیب زمینی به ازای هر نفر کاهش یافت. بسیاری از بازداشت‌شدگان مورد تجاوز و شکنجه قرار می‌گرفتند. اگرچه هیچ کشتار سیستماتیکی در اردوگاه رخ نداد، بازداشت‌شدگان به‌طور مرتب مورد آزار و تحقیر قرار می‌گرفتند و چندین قتل نیز رخ داد. در یک مورد، نیروهای اوستاشه با انداختن قرص نان به سوی کودکان گرسنه خود را سرگرم کردند. هنگامی که کودکان برای برداشتن نان جلو آمدند، نیروها سگ‌های گرسنه خود را روی آن‌ها رها کرد. به گفته یکی از شاهدان عینی، پس از اینکه سگی تکه‌ای از گوشت یکی از کودکان را پاره کرد، یکی از نیروهای اوستاشه کودک و سگ را به درون یک انبار کشاند و در را به رویشان قفل کرد. در حالی که کودک جیغ می‌کشید، نیروهای اوستاشه با آکاردئون می‌رقصید.

### بسته شدن

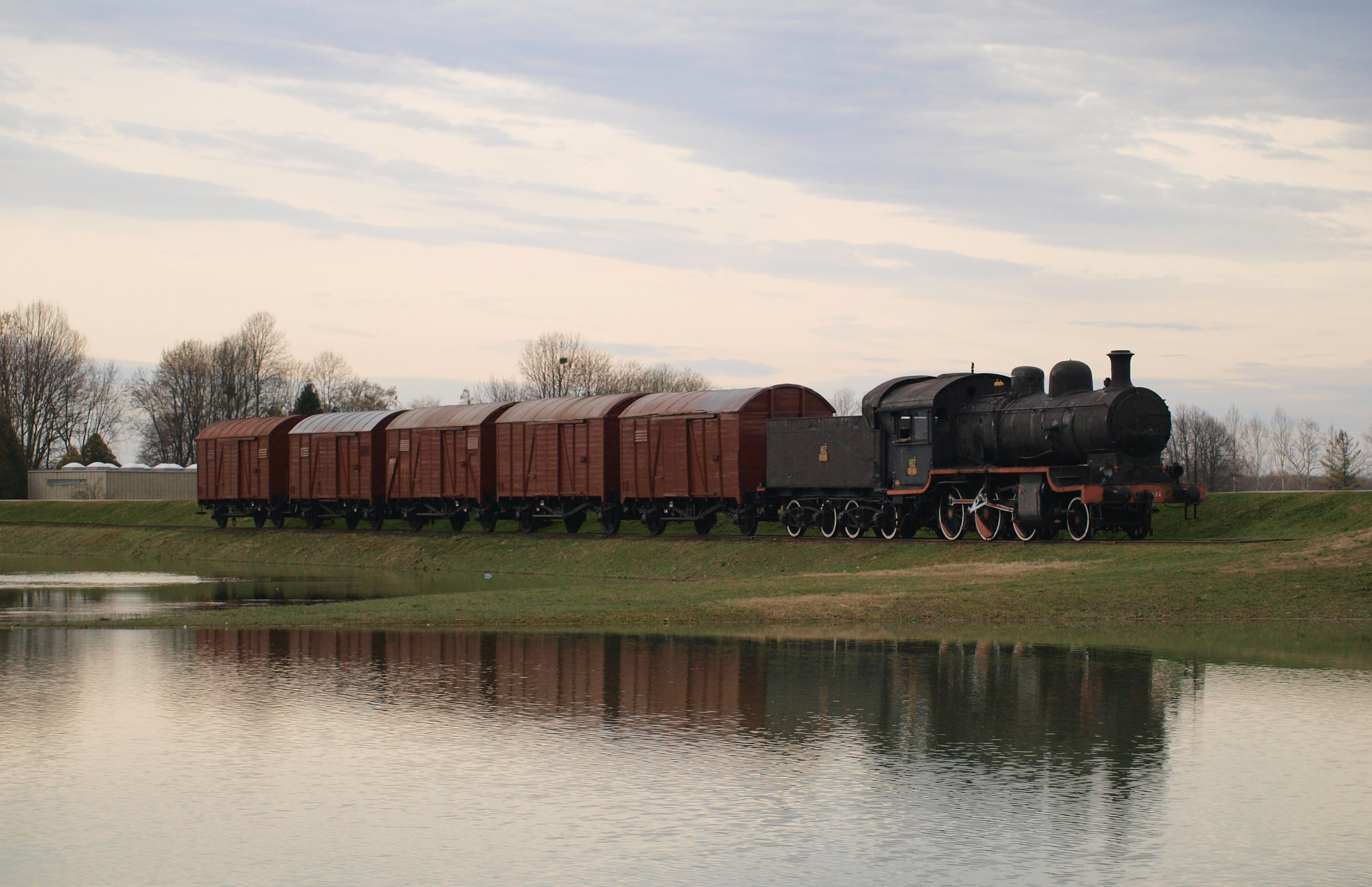
یکی از قطارهایی که زندانیان را به اردوگاه کار اجباری یاسنواتس منتقل کرد در حال نمایش در ۲۰۱۰

تا ماه مه، حدود ۸۰۰ زندانی از حصبه کشته شدند، و بیماری روزانه میان پنج تا شش زندانی را به کام مرگ می‌کشاند. ۷۰۰ تن دیگر از زندانیان به بیماری‌های دیگری مبتلا شدند. در این مرحله، اردوگاه به معضلی برای اوستاشه تبدیل شده بود. در ۱۸ مه ۱۹۴۲، وزارت بهداشت کرواسی از اداره نظم عمومی و امنیت (به کرواتی: Ravnateljstvo za javni red i sigurnost ; RAVSIGUR) درخواست کرد اردوگاه را ظرف یک ماه برچیند. این پیام شخصاً توسط وزیر بهداشت، ایوو پتریچ، به RAVSIGUR منتقل شد، وی پیشنهاد «جابجایی» یا «تعطیلی» اردوگاه را همراه با تهیه «غذای بهتر و بیشتر برای زندانیان» ارائه داد. علی‌رغم پیشنهادهای پتریچ، RAVSIGUR تصمیم گرفت که کشتن همه بازداشت‌شدگان گزینه بهتری است. در پی آن، جامعه یهودیان زاگرب پیشنهاد کمک به بازسازی اردوگاه را داد، اما مقامات پیشنهاد آنها را رد کردند زیرا پیشتر تصمیم به برچیدن آن را گرفته بودند.
میان ۱۵ ژوئن و ۷ ژوئیه، ۲۴۰۰–۳۲۰۰ زندانی از جاکوو به یاسنواتس منتقل شدند. عملیات تحت نظارت ستوان یوزو ماتکوویچ صورت گرفت. برای چندین روز، زندانیان در واگن‌های قفل شده در ریل‌های قطار بیرون از اردوگاه رها شدند و در نتیجه بسیاری از آن‌ها از گرما، تشنگی و گرسنگی مردند. کسانی که از این مصیبت جان سالم به در بردند از واگن‌های راه‌آهن بیرون آورده شده و پس از گذر از رود ساوا به قتل رسیدند. سپس اجساد آنها توسط کارگران برده کولی، که سپس خود نیز کشته شدند، به درون رود ساوا انداخته شدند. جامعه یهودیان در زاگرب که از سرنوشت آنها بی‌خبر بودند، از ۷ ژوئیه تا ۱۴ ژوئیه حدود ۱۲۰ بسته غذایی برای بازداشت‌شدگان پیشین جاکوو به یاسنواتس فرستادند. در سپتامبر ۱۹۴۲، اعضای جامعه یهودیان زاگرب به اینکه بازداشت‌شدگان کشته شده باشند شک بردند، ولی هنگامی که از اوستاشه درباره‌شان پرسش کردند، مقامات اوستاشه تنها پاسخ می‌دادند که بازداشت‌شدگان به یاسنواتس منتقل شده‌اند.

## میراث
در طول دوره فعالیت خود، اردوگاه جاکوو حدود ۳۸۰۰ غیرنظامی را در خود جای داده بود. در اوت ۱۹۴۲، حدود ۱۲۰۰ یهودی از اوسییک تبعید شدند، و تنها ۴۰ تا ۵۰ کودک یهودی که از اردوگاه جاکوو برای فرزندخواندگی آورده شدنه بودند، باقی ماندند. بسیاری از این کودکان بعدها به اسپلیت، در منطقه اشغالی ایتالیا، فرار کردند. به گفته ید وشم، حدود ۲۵٬۰۰۰ یهودی در طی هولوکاست در دولت مستقل کرواسی کشته شدند. در سال ۱۹۴۵، مقامات یوگسلاوی اقدام به نبش قبر در محوطه پیشین اردوگاه کردند. یک سال بعد، مدیر پیشین اردوگاه کار اجباری یاسنواتس، میروسلاو فیلیپوویچ، در مورد کشته شدن بازداشت‌شدگان جاکوو در یاسنواتس در ژوئیه ۱۹۴۲ شهادت داد.
در سپتامبر ۱۹۵۲، اتحادیه جوامع یهودی یوگسلاوی از پنج بنای یادبود قربانیان هولوکاست در بلگراد، زاگرب، سارایوو، نووی ساد و جاکوو رونمایی کرد. به دنبال استقلال کرواسی از یوگسلاوی، اردوگاه پیشین به جایگاه سوخت تبدیل شد. مراسم یادبودی هر ساله در نخستین یکشنبه ماه ژوئن در این محل برگزار می‌شود. این بزرگداشت همچنین شامل گورستان مجاور می‌شود که در آن بازداشت‌شدگان درگذشته اردوگاه دفن شده‌اند. این گورستان از این جهت منحصر به فرد است که تنها مکان دفن در اروپا است که در آن قربانیان هولوکاست با نام و نام خانوادگی خود، و نه تنها شماره زندانشان، دفن شده‌اند. ۵۶۹ قربانی اردوگاه در این گورستان دفن شده‌اند. بر این اساس، تاریخ‌دانان ینس هوپ و الکساندر کورب نتیجه گرفتند که نرخ مرگ و میر در اردوگاه حدود ۱۹ درصد بوده‌است. در ژوئن ۲۰۱۳، تندیسی با عنوان «صلح در بهشت»، توسط مجسمه‌ساز اسرائیلی، متولد کرواسی، دینا مرحاو، به مناسبت بزرگداشت کسانی که در این اردوگاه نگهداری می‌شدند، در جاکوو رونمایی شد.